# 이공희
교수 건축가

## 이공희
이공희(李公熙)는 국민대학교 건축대학 교수이며 건축가이다. 주요 작품으로는 강북문화예술회관(구 강북구민회관), 일민미술관, 갤러리 조선, 국민대 법학관 등이 있다.

## 학력
국민대학교 대학원 건축학과 졸업 1985년 2월
국민대학교 조형대학 건축학과 졸업 1983년 2월

## 경력
국민대학교 건축대학 교수 2002년-현재
국민대학교 건축대학장 2016–2018년, 2021년-2023년
Northeastern University 교환교수 2008–2009년
주)원도시건축사사무소 1988–2000년

## 수상
대한건축학회 작품상 2018년
외교부장관 표창 2018년
국토해양부장관 표창 2012년
엄덕문 건축상 /갤러리 조선 2010년
서울시 건축상 /국민대학교 법학관 2006년
명동서재상 2002년
한국인테리어대전 학술부분 특선 1988년
꾸밈건축평론상 1987년
제2회 대한민국 건축대전 입선 1983년
제1회 대한민국 건축대전 입선 1982년

## 주요 작품
울산 KDS 사옥 기본설계 2020년
YDDP 기획설계 2019년
대한민국 임시정부 수립 100주년 기념관 설계경기 2018년
양동 4-2-7 지구 기본설계 2017년
마포로 5구역 10지구 도시계획 MP 2016년
연성대학교 본부관 및 부속동 설계경기 당선 2015년
개포4단지 재건축 건축설계_공공건축가 MP 2014년
가락시영아파트 재건축 공공건축가 MP 2013년
울산AT타워 2012년
용인Tama주택 2011년
천안 뚜주루 제과점 2010년
오포 주택 2009년
갤러리 조선 2009년
국민대학교 법학관 2008년
일민미술관 2000년
강북구민회관 1998년

## 저서
공저/건축 재료의 새로운 사고 2018년
공저/통섭지도: 한국건축을 위한 아홉 개의 탐침 2007년
공저/세컨드모더니티의 건축 2004년

## 자문
외교부, 안전행정부, 국방부, 법무부 건축자문 현재
서울시 공공건축가, MP 2019년-현재
서울시 공공건축가 2012-2018년

## 학회
사단법인 건축설계학회 부회장 2015-2017년
사단법인 대한건축학회 이사 2011-2013년

## 연구
재외공관 시설기준 디자인가이드 라인 기술검토 용역 2019년
성북4구역 새뜰마을사업 타당성 조사 및 기본구상 학술용역 2016년
서울시 재사용 플라자 조성기본계획 2012년
행정중심도시 정부청사 건립 공간계획 및 설계지침 연구 2011년
세종시 국무총리공관 신축소요면적 적정성 연구 2006년